# Амбулакрум (плац)
Амбулакрум (от лат. ambulare — прохаживаться; ходить туда-сюда) — название специально предназначенного для маршевых упражнений и строевой подготовки формирований древнеримского войска площадки, территории, плаца.
Упражнения пехоты проводившиеся в Древнем Риме на амбулакруме называются «амбуляция».
Во времена первого римского императора Октавиана Августа легионы Римской империи должны были не менее трёх раз в месяц упражняться на амбулакруме в беге в военных доспехах и полной амуниции (decursio). В основе этих упражнений, как правило, лежал известный план битвы с намеченным неприятелем.